# Maysville (Missouri)
Maysville település az Amerikai Egyesült Államok Missouri államában, DeKalb megyében, melynek megyeszékhelye is. Lakosainak száma 1095 fő (2020. április 1.).

## Népesség
A település népességének változása:

| 2010 | 1 114 |
| 2020 | 1 095 |